# Серф, Раймон
Раймон Серф (фр. Raymond Cerf; 12 апреля 1901, Брюссель — 24 января 1978, Лоренс, штат Канзас) — американский музыкальный педагог бельгийского происхождения.
Учился в Брюссельской консерватории (1912—1914) у Сезара Томсона, затем в 1915—1917 гг. в Париже у Поля Виардо и наконец в 1919—1920 гг. снова в Брюсселе у Эжена Изаи. Играл в оркестре в Юи.
В середине 1920-х гг. покинул Европу, недолгое время работал в Канаде. В 1927—1943 гг. преподавал скрипку и камерный ансамбль в консерватории Оберлинского колледжа, где его ученицей была Дороти Делэй. Одновременно продолжал концертировать в Оберлине и Кливленде, в том числе, в годы Второй мировой войны, с благотворительными концертами. Играл также вторую скрипку в консерваторском квартете под руководством Ребера Джонсона. Дом, построенный для него в Оберлине архитектором Уильямом Хоскинсом Брауном, стал заметным явлением в городской архитектуре. В 1943 г. переехал в Лос-Анджелес, работал в радио-оркестре; участвовал в составе, аккомпанировавшем в 1947 г. одной из записей Бинга Кросби. С 1949 г. и до конца жизни профессор скрипки и камерного ансамбля в консерватории Канзасского университета.
Жена (с 1943 г.) — Энн Серф (1913—1996), общественная деятельница, наиболее известная своей борьбой за улучшение работы домов престарелых в Канзасе.